# يانيس
بلدية يانيس (بالإسبانية: Llanes) هي بلدية تقع في منطقة أستورياس شمال غرب إسبانيا.

## الديموغرافيا
بلغ عدد سكان بلدية يانيس 14.048 نسمة عام 2011 (وفقاً للمعهد الوطني للإحصاء الإسباني).
| 13.184 | 13.212 | 13.125 | 13.169 | 13.627 | 14.013 | 14.048 |

## أعلام
- خوسيه بوسادا هيريرا
- حزقيال أنطونيو بيريز سيمون